# Joey Belladonna
Joey Belladonna, pseudonimo di Joseph Bellardini (Oswego, 13 ottobre 1960), è un cantante statunitense di origine nativo americana ed italiana, noto principalmente per essere il frontman del gruppo thrash metal Anthrax, di cui ha fatto parte dal 1985 al 1992, dal 2005 al 2007 e dal maggio 2010 ad oggi.

## Biografia

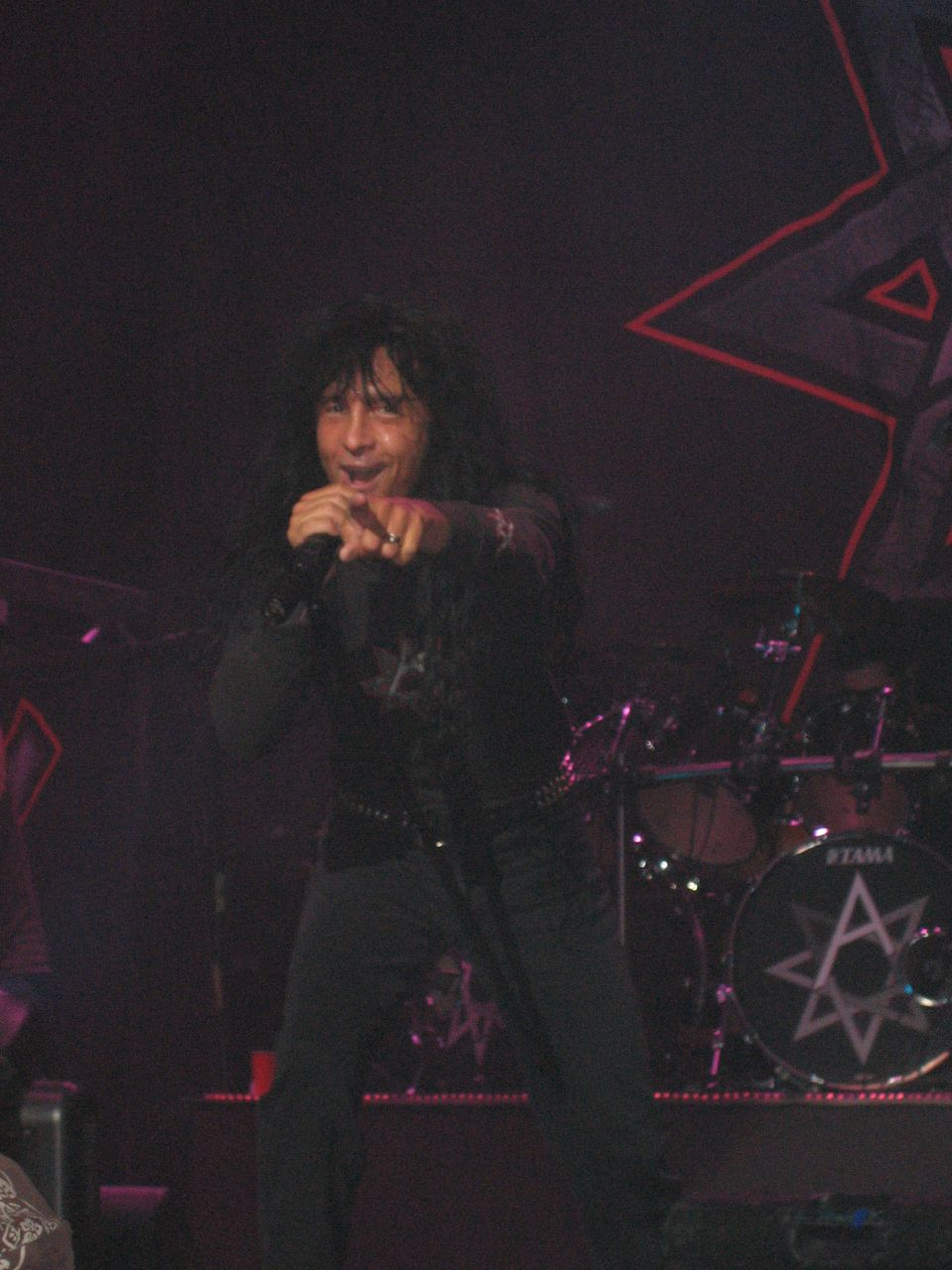
Joey Belladonna al Judas Priest Retribution Tour 2005

Joey Belladonna è l'attuale cantante degli Anthrax, avventura iniziata nel suo primo periodo nella band dal 1984 al 1992 ed era considerato della formazione classica (formata da lui, Dan Spitz, Scott Ian, Frank Bello e Charlie Benante), la quale si è riunita e ha fatto tour durante il 2005 e 2006.
Dopo anni di assenza, il 10 maggio 2010 a grande sorpresa, lo storico gruppo thrash metal ha annunciato il ritorno di Belladonna, che battezzerà la riunione cominciando dai palchi del Sonisphere Festival completando il quartetto del "Big Four tour" assieme a  Metallica, Slayer e Megadeth.
Ha partecipato alla realizzazione di più di 10 album che hanno venduto più di 8 milioni di copie in tutto il mondo.

In questo lasso di tempo ha condiviso il palco con gruppi come Iron Maiden, Metallica, Megadeth, KISS, Ozzy Osbourne, Black Sabbath, Slayer, Alice in Chains, Dio, Public Enemy, Living Colour, Primus, Mötley Crüe, Bon Jovi, Whitesnake, Testament, Overkill, Exodus, Helloween e molti altri.
Mentre Joey era negli Anthrax, la band è stata nominata per tre Grammy ed è stato votato primo cantante metal per due anni consecutivi in Metal Forces Magazine.
È conosciuto per la sua estensione vocale ed è stata paragonato a Steve Perry dei Journey.
Lasciati gli Anthrax, Joey Belladonna continua a comporre musica in una band chiamata Belladonna. Nel mezzo degli anni novanta Belladonna pubblica l'omonimo primo album, Belladonna, che riceve buoni pareri sia dai fan che dalla critica. Il secondo album, Spells of Fear, viene pubblicato nel 1998 e viene pesantemente criticato per la cattiva produzione e per la scarsa qualità dei musicisti della band. Il terzo album, o meglio la demo del terzo album che non venne mai registrato in uno studio reale, era autoprodotto dal Belladonna nel 2003. Era un ritorno a migliori testi e migliori musicisti e venne ben ricevuto dai fans.
Recentemente, Belladonna ha annunciato che sta lavorando per un nuovo album. Joey collaborerà con nuove facce in questo nuovo album e negli altri progetti futuri.
Risale a maggio 2010 l'annuncio degli Anthrax con cui ufficializzano l'abbandono del precedente cantante John Bush in favore del ritorno di Belladonna.

## Discografia

### Carriera solista
- 1995 - Belladonna
- 1998 - Spells of Fear
- 2003 - 03
- 2004 - Artifacts I

### Anthrax
- 1985 - Spreading the Disease
- 1987 - Among the Living
- 1988 - State of Euphoria
- 1990 - Persistence of Time
- 2011 - Worship Music
- 2016 - For All Kings

### EPs
- 1985 - Armed and Dangerous
- 1987 - I'm the Man
- 1989 - Penikufesin
- 1991 - Free B's

### Compilations
- 1987 - Fistful of Anthrax
- 1991 - Attack of the Killer B's
- 1998 - Moshers: 1986-1991
- 1999 - Return of The Killer A's
- 2001 - Madhouse - The Very Best of Anthrax
- 2002 - The Collection
- 2002 - Universal Masters Collection
- 2004 - The Greater of Two Evils
- 2005 - Anthrology: No Hit Wonders (1985-1991)

### Albums dal vivo
- 1992 - The Island Years
- 2005 - Alive 2

### VHS/DVD
- 1986 - US Speed Metal Attack
- 1987 - Oidivnikufesin
- 1990 - Through Time (P.O.V.)
- 1991 - Live Noize
- 1994 - White Noise: The Videos
- 1999 - Attack Of The Killer A's
- 2004 - Rock Legends
- 2005 - Anthrax Anthralogy: The DVD
- 2005 - Alive 2